# 圭亞那絲鰭脂鯉
圭亞那絲鰭脂鯉為輻鰭魚綱脂鯉目脂鯉亞目鱂脂鯉科的其一種，分布於南美洲圭亞那沿岸淡水流域，體長可達3.6公分，棲息水質清澈的小溪表面，成小群活動，以蠕蟲、甲殼類及昆蟲為食，生活習性不明，可作為觀賞魚。